# Marc Botenga
Marc Botenga (ur. 29 grudnia 1980 w Brukseli) – belgijski polityk, deputowany do Parlamentu Europejskiego IX i X kadencji.

## Życiorys
Kształcił się w zakresie prawa w Brukseli. Pracował przez kilka lat w organizacji charytatywnej M3M (przekształconej potem w Viva Salud). Później został doradcą do spraw politycznych w europarlamentarnej frakcji Zjednoczona Lewica Europejska – Nordycka Zielona Lewica. W 2019 otrzymał pierwsze miejsce na liście Robotniczej Partii Belgii w wyborach europejskich w walońskim kolegium wyborczym. W wyniku głosowania z maja 2019 uzyskał mandat posła do Parlamentu Europejskiego IX kadencji. Z powodzeniem ubiegał się o reelekcję w 2024.